# Рима Факих
Рима Факих (на английски: Rima Fakih, на арабски: ريما فقيه) е актриса и модел от САЩ, победителка на конкурса Мис САЩ 2010. Тя представлява Мичиган, чийто щатски конкурс печели през 2010 година.

## Биография
Рима Факих е родена на 22 септември 1985 година в град Срифа, Ливан, в семейство на мюсюлмани – шиити. През 1993 г. родителите ѝ, Хюсеин и Надя Факих, се преместват със семейството си в Ню Йорк, за да избягат от гражданската война в Ливан. През 2003 г. семейството ѝ се премества да живее в Диърборн, щата Мичиган, където има по-голяма арабска общност.
Завършва средното си образование в местната гимназия „Хенри Форд“, после се записва в Мичиганския университет, който има клон в Диърборн, където следва Икономика и бизнес мениджмънт. Преди да спечели титлата Мис САЩ, тя работи в Медицинския център на Детройт.
Има двама братя и сестра, която се връща да живее в Ливан.

## Конкурси

### Мис Ливан емигрант
През 2008 г. Факих е избрана да представлява Мичиган за конкурса Мис Ливан емигрант. Събитието е част от конкурса Мис Ливан, за млади жени, които са ливанци или с ливански произход, живеещи извън Ливан. Конкурсът се провежда на 13 август в град Батрун, Ливан. Рима Факих се класира на 3-то място, преди нея са Карина ел-Кадиси от Бразилия и Джесика Кахавати от Австралия.

### Мис САЩ
Рима Факих печели конкурса Мис Мичиган САЩ, който се провежда на 19 септември 2009 г. в град Порт Хюрън, Мичиган. През месец май 2010 г. тя представлява щата Мичиган на конкурса Мис САЩ 2010, който се провежда в Лас Вегас, Невада. На 16 май 2010 г. печели титлата Мис САЩ.
Рима Факих е първата ливанка, арабка и мюсюлманка, която печели титлата Мис САЩ.

### Мис Вселена
Като притежател на титлата Мис САЩ, Факих представлява САЩ в конкурса Мис Вселена 2010, който се провежда в Лас Вегас на 23 август, но не успява да се класира в полуфиналите.

## Други изяви
На 29 ноември 2010 г. Рима Факих е гост в седмичното телевизионно шоу на Световната федерация по кеч – WWE Raw, където коронясва кечиста Шеймъс.

## Проблеми с правосъдието
На 3 декември 2011 година е арестувана за шофиране в пияно състояние в Хайланд Парк, Мичиган. Призната е за виновна и осъдена на 6 месеца пробация, 20 часа общественополезен труд и с глоба от 600 щатски долара.

## Брак и приемане на друга вяра
През месец април 2016 г. Факих приема маронитското християнство. Това се случва малко преди да се омъжи за музикалния продуцент Уасим Салиби.

## Филмография

### Актриса
- „Забранени плодове“ (2006) – Фатима
- „Ясмин“, телевизионен сериал (2015) – Ясмин

## Награди и отличия
- 86-о място сред „Първите 99 жени“ през 2011 г., AskMen.com[17]
- 410-о място сред „Силните 500“ през 2011 г., Arabian Business
- 100 от 100-те най-влиятелни арабски жени през 2011 г., Arabian Business